# Draba draboides
Draba draboides là một loài thực vật có hoa trong họ Cải. Loài này được (Maxim.) Al-Shehbaz mô tả khoa học đầu tiên năm 2004.